# Hypogastrura brevifurca
Hypogastrura brevifurca – gatunek skoczogonka z rzędu Poduromorpha i rodziny Hypogastruridae.
Gatunek ten opisany został w 2000 roku przez Dariusza Skarżyńskiego. Holotyp odłowiono w 1985 roku na południowym stoku Wilczej Góry.
Skoczogonek ten ma ciemnoszarawoniebieskie, jaśniejsze od spodu ciało długości od 0,85 do 1,73 mm. Owłosienie ma krótkie i delikatne, na ostatnich terga odwłoka grubsze i niekiedy piłkowane. Na pierwszym członie czułków występuje 7 szczecinek, a na czwartym 4 szczecinki zmysłowe i 1 mikrosensillus. Po każdej stronie głowy ma ośmioro przyoczek większych niż narząd pozaczułkowy. Na wardze górnej 3 rządki odpowiednio po 5, 5 i 4 szczecinki. Cztery płaty budujące narząd pozaczułkowy są podobnej wielkości, ale przednia para większa niż tylna. Człony stopogoleni mają kolejno: 19, 19 i 18 szczecinek, w tym kolejno: 2, 4 i 4 maczugowate szczecinki zmysłowe. Pazurki odnóży wyposażone są wyraźny ząbek wewnętrzny. Widełki skokowe są krótkie (stąd nazwa gatunkowa) i mają po pięć szczecin na ramionach. Stosunek długości ramion mierzonej wraz z wyrostkiem szczytowym do długości pazurków trzeciej pary nóg wynosi od 1,15 do 1,35. Z boku od krótkich i zakrzywionych kolców analnych występuje jedna wyraźnie gałkowata makroszczecinka. Na cewce brzusznej obecne dwa rządki po 4 szczecinki.
Stawonóg ten znany jest dotychczas tylko z południowo-zachodniej Polski: z Karkonoszy i Pogórza Kaczawskiego. Występuje w lasach, wśród mchu.